# Bastian Zimmermann
Bastian Zimmermann (* 1. Mai 1984) ist ein deutscher Badmintonspieler. 

## Karriere
Bastian Zimmermann gewann 2003 Bronze im Herrendoppel bei den deutschen Juniorenmeisterschaften. Für die SG EBT Berlin spielt er seit der Saison 2009/2010 in der 1. Bundesliga. Seinen größten Erfolg feierte er mit der Mannschaft in der Saison 2010/2011, als er deutscher Mannschaftsmeister wurde.

## Sportliche Erfolge
| Saison    | Veranstaltung                     | Disziplin    | Platz | Name                                                                            |
| --------- | --------------------------------- | ------------ | ----- | ------------------------------------------------------------------------------- |
| 2002/2003 | Deutsche Einzelmeisterschaft U19  | Herrendoppel | 3     | Bork Gerbsch (SG Empor Brandenburger Tor) / Bastian Zimmermann (SC Brandenburg) |
| 2009/2010 | Deutsche Mannschaftsmeisterschaft | Mannschaft   | 3     | SG EBT Berlin                                                                   |
| 2010/2011 | Deutsche Mannschaftsmeisterschaft | Mannschaft   | 1     | SG EBT Berlin                                                                   |